# الآثار الاجتماعية لفيروس إتش 5 إن 1
الآثار الاجتماعية لفيروس إتش 5 إن 1 هي التأثيرات والأضرار على المجتمع البشري نتيجة فيروس إتش 5 إن 1، وبخاصة فيما يتعلق بالاستجابة المالية والسياسية والاجتماعية والشخصية لكل من الوفيات الفعلية والمتوقعة للطيور والبشر والحيوانات الأخرى. ويتم جمع وإنفاق مليارات الدولارات لعمل بحوث عن فيروس إتش 5 إن 1 والتحضير لمواجهة وباء محتمل لإنفلونزا الطيور. أكثر من 10 مليارات دولار تم إنفاقها وأكثر من مائتي مليون طائر تم قتله في محاولات لاحتواء فيروس إتش 5 إن 1، وقد كان رد الفعل من الناس هو شراء كميات أقل من الدجاج، ما تسبب في انخفاض مبيعات وأسعار الدواجن. هذا وقد قام العديد من الناس بتخزين المواد اللازمة في حال حصول وباء إنفلونزا.[بحاجة لمصدر]

## الآثار الاقتصادية
في 1 نوفمبر من العام 2005، قام الرئيس جورج بوش بالإعلان عن الاستراتيجية الوطنية للوقاية من مخاطر الإنفلونزا الوبائية، مدعماً ذلك بطلب للكونغرس من أجل ميزانية مقدرة ب 7.1 مليار دولار للبدء بتنفيذها.
في 18 يناير من العام 2008، تعهدت الدول المانحة بمبلغ ملياري دولار أمريكي لمكافحة انفلونزا الطيور في المؤتمر الدولي للتبرعات الخاص بإنفلونزا الطيور والبشر، والذي استمر لمدة يومين في الصين. أيضاً تم إنفاق أكثر من عشرة مليارات دولار وقتل ما يزيد عن مائتي مليون طائر لاحتواء فيروس إتش 5 إن 1.
في مارس من العام 2006، وحسب صحيفة نيويورك تايمز، ونظراً لتهديدات الفيروس: «قامت الحكومات حول العالم بإنفاق المليارات من أجل التخطيط والتجهيز لمواجهة وباء الإنفلونزا من خلال شراء الأدوية، إقامة تدريبات لمواجهة الكوارث، وتطوير استراتيجيات لتكثيف مراقبة الحدود».
يتم تعديل وتغيير استراتيجيات الاستثمار والانفاق للتحكم بآثار فيروس إتش 5 إن 1، مما يؤثر على ميزانيات وأسهم مقدرة بالتريليونات حول العالم، في حين يقوم العديد من المستثمرين بنقل الأصول الخاصة بهم بما يتوافق مع تطلعاتهم ومخاوفهم.
نتيجة لانتشار فيروس إتش 5 إن 1 تغيرت العديد من الممارسات الخاصة بتربية الدواجن
- تم قتل الملايين من الدواجن.

- تم تحصين الدواجن ضد انفلونزا الطيور.

- تم تحصين العاملين في مجال الدواجن لحمايتهم من الإنفلونز .

- الحد من السفر في المناطق التي ينتشر فيها فيروس إتش 5 إن 1.

- زيادة مستويات النظافة والتعقيم في المزارع.

- تقليل والحد من الاتصال بين الماشية والطيور البرية.

- الحد من الأسواق المفتوحة.

- تقليل اتصال العمال بفعاليات قتال الديكة.

- تقليل شراء الطيور الحية.

- تحسين توفر اللقاحات وتقليل أسعارها.[7]

على سبيل المثال، وبعد عامين من اعتماد الإعدام كطريقة أساسية لمواجهة الفيروس، قامت الحكومية الفيتنامية باعتماد مزيج من التلقيح الشامل للدواجن، وتطهيرها وإعدامها، مع عمل حملات توعوية وحظر للدواجن الحية في المدن.
ارتفعت تكلفة تربية الدواجن، وبالمقابل قلت التكلفة على المستهلك بسبب المخاوف من فيروس إتش 5 إن 1، ما نتج عنه ارتفاع العرض وقلة الطلب. كل هذا أدى إلى خسائر اقتصادية مدمرة للعديد من مزارعي الدواجن. ويعاني مزارعي الدواجن الفقراء من عدم قدرتهم على تحمل تكاليف التدابير الإلزامية التي تمنع المواشي والدواجن من الاتصال بالطيور البرية، إلى جانب عدد من الإجراءات والتدابير الأخرى، ما يؤدي إلى المجازفة بمصدر رزقهم. أصبحت تربية الدواجن هي الخاسر الدائم، في حين يثبّت فيروس إتش 5 إن 1 نفسه كفيروس مستوطن للطيور البرية في جميع أنحاء العالم.
الخراب المالي قد يكون بنفس حدة وشدة المجاعة بالنسبة لمزارعي الدواجن، وقد تسبب بالفعل بتواجد حالات انتحار وامتناع الكثيرين عن التعاون مع الجهود المبذولة لمكافحة فيروس إتش 5 إن 1، مسبباً في ارتفاع الخسائر البشرية وانتشار الفيروس وارتفاع احتمالات حدوث طفرة وبائية.